# Simon House

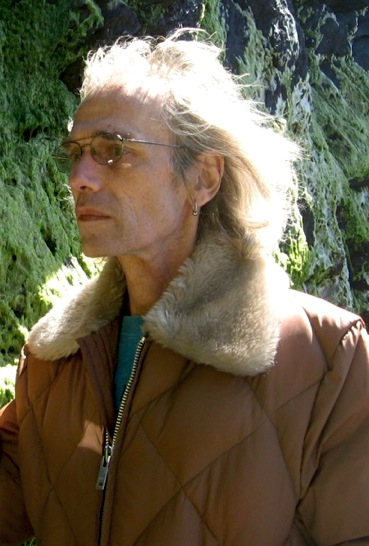
Simon House (2008)

Simon House (* 29. August 1948 in Nottingham, Nottinghamshire; † 25. Mai 2025) war ein britischer Komponist und Musiker.

## Leben und Wirken
House erhielt eine klassische Geigen- und Klavierausbildung. Ab 1969 spielte er mit der Band High Tide mehrere Alben ein, wirkte danach bei der Third Ear Band u. a. auf dem Soundtrack zu Roman Polańskis Film Macbeth und kam dann 1974 zur Spacerock-Band Hawkwind. Mit Hawkwind spielte House ab 1974 zahlreiche Alben ein, außerdem wirkte er bei Soloprojekten der Hawkwind-Mitglieder Michael Moorcock, Robert Calvert und Nik Turner mit. Ab 1978 gehörte House zur Band von David Bowie und ist auf mehreren von dessen Alben zu hören, später arbeitete er u. a. mit Japan und Thomas Dolby. House war später bei der Neuformierung von High Tide beteiligt, ebenso wirkte er 2001/02 auch wieder bei Hawkwind mit. Außerdem veröffentlichte er unter eigenem Namen mehrere Soloalben. Zu seinen letzten Projekten zählte die Zusammenarbeit mit Astralasia.

## Diskographie

### High Tide
- Sea Shanties (1969)
- High Tide (1970)
- The Flood (1990)
- Sinister Morning (1970)

### Third Ear Band
- Macbeth (1972)

### Hawkwind
- Hall of the Mountain Grill (1974)
- Warrior on the Edge of Time (1975)
- Astounding Sounds, Amazing Music (1976)
- Quark, Strangeness and Charm (1977)
- PXR5 (1979)
- Lord of Light (1987)
- Space Bandits (1989)
- Palace Springs (1990)
- Live in Nottingham 1990 (2004)
- Anthology, 1967–1982 (1998)
- Stasis: The U.A. Years, 1971–1975 (2003)
- Yule Ritual (2002)
- Canterbury Fayre 2001 (2002)
- The Weird Tapes No. 5: Live ’76 & ’77 (2001)

### Michael Moorcock's Deep Fix
- New Worlds Fair (1975)

### Robert Calvert
- Lucky Leif and the Longships (1975)
- Hype: Songs of Tom Mahler (2004)

### David Bowie
- Stage (1978)
- Lodger (1979)
- Sound + Vision (2001)

### Another Face (Bowie, Fripp, Belew, Alomar, House etc.)
- Another Face (1981)

### Japan
- Tin Drum (1981)
- Gentlemen Take Polaroids/Tin Drum/Oil on Canvas (1994)
- Exorcising Ghosts (2004)

### David Sylvian
- Everything and Nothing (2000)

### Thomas Dolby
- The Golden Age of Wireless (1986)
- The Best of Thomas Dolby: Retrospectacle (1994)

### Michael Oldfield
- The Complete Mike Oldfield (1988)

### Nik Turner
- Prophets of Time (1994)
- Transglobal Friends and Relations (2000)

### Simon House
- Yassasim (1995)
- Spiral Galaxy Revisited (2005)

### Simon House with Ron Goodway
- House of Dreams (2002)

### Spiral Realms
- A Trip to G9 (1994)
- Crystal Jungles of Eos (1995)
- Solar Wind (1996)
- Ambient Voids: A Hypnotic Compilation (1995)

### Earth Lab
- Element (2006)

### Anubian Nights
- Jackal & Nine (1996)
- The Eternal Sky (2006)

### Ambient Time Travellers
- Ambient Time Travellers (1995)

### Judy Dyble
- Spindle (2006)
- Enchanted Garden (2006)

### Astralasia
- Cluster of Waves (2007)
- Away With the Fairies (2007)

## Einzelnachweis
1. ↑  Former Hawkwind Violinist/Keyboardist and David Bowie Collaborator Simon House Dies at 76. In: tumblr.com. 26. Mai 2025, abgerufen am 26. Mai 2025 (englisch).

| Personendaten    | Personendaten                        |
| ---------------- | ------------------------------------ |
| NAME             | House, Simon                         |
| KURZBESCHREIBUNG | britischer Komponist und Musiker     |
| GEBURTSDATUM     | 29. August 1948                      |
| GEBURTSORT       | Nottingham, Nottinghamshire, England |
| STERBEDATUM      | 25. Mai 2025                         |